# 2016 i sydkoreansk musik
2016 i sydkoreansk musik innebär musikrelaterade händelser i Sydkorea under år 2016.
Det bäst säljande albumet i landet under året var Wings av pojkbandet Bangtan Boys, medan den bäst säljande singeln var "Cheer Up" av tjejgruppen Twice. Den artist som fick ta emot flest priser för årets artist vid sydkoreanska musikgalor var pojkbandet EXO, medan de artister som fick ta emot flest priser för årets nya artist var tjejgruppen Black Pink och pojkbandet NCT 127. Årets album gick flest gånger till EX'ACT av pojkbandet EXO, medan årets låt gick flest gånger till "Cheer Up" av tjejgruppen Twice.
Under året hölls flera större musikevenemang. Noterbara debuterande musikgrupper under året som kom att bli särskilt populära inkluderar tjejgrupper som Black Pink och I.O.I, samt pojkband som NCT. Noterbara musikgrupper som upplöstes under året och som hade framgångsrika karriärer inkluderar tjejgrupperna 2NE1, 4Minute, Kara och Rainbow.

## Försäljning

### Singlar
- Lista över singelettor på Gaon Chart 2016

Den mest sålda låten genom digital nedladdning var "Rough" av GFriend med fler än 1,9 miljoner nedladdningar, medan den mest sålda låten genom strömning var "Cheer Up" av Twice med fler än 111 miljoner spelningar.
| Rank | Artist        | Sångtitel                            |
| ---- | ------------- | ------------------------------------ |
| 1    | Twice         | "Cheer Up"                           |
| 2    | MC the Max    | "Anywhere"                           |
| 3    | GFriend       | "Rough"                              |
| 4    | Davichi       | "This Love"                          |
| 5    | Urban Zakapa  | "I Don't Love You"                   |
| 6    | Gummy         | "You Are My Everything"              |
| 7    | Zico          | "I Am You, You Are Me"               |
| 8    | Han Dong-geun | "Making a New Ending for this Story" |
| 9    | Im Chang-jung | "The Love I Committed"               |
| 10   | Yoon Mi-rae   | "Always"                             |

### Album
- Lista över albumettor på Gaon Chart 2016

Det mest sålda albumet var Wings av Bangtan Boys med fler än 750 000 sålda skivor.
| Rank | Artist  | Albumtitel                                       |
| ---- | ------- | ------------------------------------------------ |
| 1    | BTS     | Wings                                            |
| 2    | EXO-K   | EX'ACT                                           |
| 3    | EXO-K   | For Life                                         |
| 4    | BTS     | The Most Beautiful Moment in Life: Young Forever |
| 5    | Twice   | Twicecoaster: Lane 1                             |
| 6    | EXO-CBX | Hey Mama!                                        |
| 7    | Lay     | Lose Control                                     |
| 8    | EXO-M   | EX'ACT                                           |
| 9    | EXO-K   | LOTTO                                            |
| 10   | Got7    | Flight Log: Turbulence                           |

## Utmärkelser
| Prisutdelning           | Kategori     | Kategori                             | Kategori                                                  | Kategori             |
| Prisutdelning           | Årets artist | Årets nya artist                     | Årets album                                               | Årets låt            |
| ----------------------- | ------------ | ------------------------------------ | --------------------------------------------------------- | -------------------- |
| Gaon Chart Music Awards | —            | Black Pink NCT 127                   | Got7 Flight Log: Departure EXO EX'ACT EXO Lotto BTS Wings | 12 vinnare           |
| Golden Disc Awards      | 18 vinnare   | Black Pink Bolbbalgan4 NCT 127 I.O.I | EXO EX'ACT                                                | Twice "Cheer Up"     |
| Korean Music Awards     | Jay Park     | Silica Gel                           | Jo Dong-jin As a Tree                                     | Bolbbalgan4 "Galaxy" |
| Melon Music Awards      | EXO          | Black Pink                           | BTS Young Forever                                         | Twice "Cheer Up"     |
| Mnet Asian Music Awards | BTS          | NCT 127 I.O.I                        | EXO EX'ACT                                                | Twice "Cheer Up"     |
| Seoul Music Awards      | EXO          | Black Pink I.O.I NCT 127             | BTS Wings                                                 | Twice "Cheer Up"     |

## Händelser

### Evenemang
- 14 januari: Seoul Music Awards 2015 hålls i Olympic Gymnastics Arena i Seoul.[5]
- 20-21 januari: Golden Disc Awards 2015 hålls i Grand Peace Palace, Kyunghee University i Seoul.[6]
- 17 februari: Gaon Chart Music Awards 2015 hålls i Olympic Hall i Seoul.[7]
- 19 november: Melon Music Awards 2016 hålls i Gocheok Sky Dome i Seoul.[8]
- 2 december: Mnet Asian Music Awards 2016 hålls i AsiaWorld-Arena i Hongkong (Kina).[9]

### Bildanden
- SM Station (musikprojekt)[10]

## Artister

### Debuterande musikgrupper
|            |
| Black Pink |

|             |
| Bolbbalgan4 |

|       |
| I.O.I |

|        |
| Imfact |

|         |
| K.A.R.D |

|     |
| KNK |

|       |
| LOOΠΔ |

|          |
| Momoland |

|     |
| NCT |

|          |
| Pentagon |

|         |
| Pristin |

|     |
| SF9 |

|        |
| Victon |

|          |
| Vromance |

### Upplösta musikgrupper
|                  |
| 2NE1 (2009–2016) |

|                   |
| 2YOON (2013–2016) |

|                     |
| 4Minute (2009–2016) |

|                    |
| D-Unit (2012–2016) |

|                  |
| Kara (2007–2016) |

|                     |
| Rainbow (2009–2016) |

### Medlemsförändringar
- 100%: Changbum lämnar gruppen.
- 2NE1: Minzy lämnar gruppen.
- A-Jax: Junghee går med gruppen. Sungmin, Jaehyung och Jihu lämnar gruppen.
- After School: Jungah lämnar gruppen.
- AlphaBat: Yonghun går med gruppen. Sanghoon, Yeonsoo, Sanha, Selin och Suyeob lämnar gruppen.
- AOA: Youkyung lämnar gruppen.
- April: Hyunjoo lämnar gruppen.
- Beast: Hyunseung lämnar gruppen.
- Berry Good: Johyun går med gruppen.
- BIGFLO: Kichun och Z-UK lämnar gruppen.
- Brave Girls: Minyoung, Yujeong, Eunji, Yuna och Hayun går med gruppen. Eunyoung, Seo-a och Yejin lämnar gruppen.
- CLC: Elkie och Eunbin går med gruppen.
- Cosmic Girls: Yeonjung går med gruppen.
- D-Unit: Ram och Zin lämnar gruppen.
- Day6: Junhyeok lämnar gruppen.
- DIA: Eunchae går med gruppen. Seunghee lämnar gruppen.
- Gavy NJ: Seorin går med gruppen. Sihyeon lämnar gruppen.
- JJCC: Prince Mak lämnar gruppen.
- Miss A: Jia lämnar gruppen.
- Nine Muses: Hyuna, Euaerin och Minha lämnar gruppen.
- Rania: Jieun, Yina, Yumin och Ttabo går med gruppen. Di, T-ae och Xia lämnar gruppen.
- Secret: Sunhwa lämnar gruppen.
- Two X: Minjoo lämnar gruppen.
- U-KISS: AJ lämnar gruppen.
- Wanna.B: Roeun och Lina går med gruppen. Seoyoon, Jiwoo och Siyoung lämnar gruppen.
- Winner: Taehyun lämnar gruppen.

## Albumsläpp

### Första kvartalet
| Datum    | Artist       | Albumtitel            |
| Januari  | Januari      | Januari               |
| -------- | ------------ | --------------------- |
| 5        | Dal Shabet   | Naturalness           |
| 18       | Stellar      | Sting                 |
| 18       | Teen Top     | Red Point             |
| 21       | Legend       | Sound Up              |
| 21       | Cross Gene   | Game                  |
| 25       | GFriend      | Snowflake             |
| 27       | Imfact       | Lollipop              |
| Februari |              |                       |
| 1        | 4Minute      | Act. 7                |
| 1        | Winner       | EXIT : E              |
| 15       | Rainbow      | Prism                 |
| 16       | SS501        | Eternal 5             |
| 17       | NU'EST       | Q Is.                 |
| 22       | B.A.P        | Carnival              |
| 23       | 4TEN         | Jack of All Trades    |
| 23       | Astro        | Spring Up             |
| 24       | Ladies' Code | Myst3ry               |
| 25       | Cosmic Girls | Would You Like?       |
| 26       | Mamamoo      | Melting               |
| 29       | CLC          | Refresh               |
| Mars     |              |                       |
| 3        | KNK          | Knock                 |
| 8        | Snuper       | Platonic Love         |
| 9        | Fiestar      | A Delicate Sense      |
| 9        | Lee Hi       | Seoulite              |
| 17       | Hyomin       | Sketch                |
| 17       | Red Velvet   | The Velvet            |
| 21       | Got7         | Flight Log: Departure |
| 28       | BtoB         | Remember That         |
| 28       | Hyosung      | Colored               |
| 28       | Oh My Girl   | Pink Ocean            |
| 30       | Day6         | Daydream              |

### Andra kvartalet
| Datum | Artist          | Albumtitel                                       |
| April | April           | April                                            |
| ----- | --------------- | ------------------------------------------------ |
| 4     | CNBLUE          | Blueming                                         |
| 6     | Laboum          | Fresh Adventure                                  |
| 10    | History         | Him                                              |
| 11    | Block B         | Blooming Period                                  |
| 18    | Jung Eun-ji     | Dream                                            |
| 18    | UP10TION        | Spotlight                                        |
| 19    | VIXX            | Zelos                                            |
| 20    | Berry Good      | Very Berry                                       |
| 22    | Bolbbalgan4     | Red Ickle                                        |
| 25    | Lovelyz         | A New Trilogy                                    |
| 25    | Seventeen       | Love & Letter                                    |
| 25    | Twice           | Page Two                                         |
| 27    | April           | Spring                                           |
| Maj   |                 |                                                  |
| 2     | Bangtan Boys    | The Most Beautiful Moment in Life: Young Forever |
| 4     | Akdong Musician | Spring                                           |
| 4     | I.O.I           | Chrysalis                                        |
| 11    | Tiffany         | I Just Wanna Dance                               |
| 17    | Jessica         | With Love, J                                     |
| 18    | Monsta X        | The Clan Pt. 1 Lost                              |
| 26    | AOA             | Good Luck                                        |
| 26    | Oh My Girl      | Windy Day                                        |
| 27    | Urban Zakapa    | STILL                                            |
| 30    | CLC             | Nu.Clear                                         |
| 31    | Luna            | Free Somebody                                    |
| Juni  |                 |                                                  |
| 1     | EXID            | Street                                           |
| 2     | KNK             | Awake                                            |
| 7     | U-KISS          | Stalker                                          |
| 9     | EXO             | EX'ACT                                           |
| 14    | DIA             | Happy Ending                                     |
| 21    | Sistar          | Insane Love                                      |
| 27    | Brave Girls     | High Heels                                       |
| 28    | Gugudan         | Act. 1 The Little Mermaid                        |
| 28    | Taeyeon         | Why                                              |
| 29    | Sonamoo         | I Like U Too Much                                |

### Tredje kvartalet
| Datum     | Artist        | Albumtitel             |
| Juli      | Juli          | Juli                   |
| --------- | ------------- | ---------------------- |
| 1         | Astro         | Summer Vibes           |
| 1         | Melody Day    | Color                  |
| 4         | Beast         | Highlight              |
| 10        |               | NCT #127               |
| 11        | GFriend       | LOL                    |
| 12        | Snuper        | Compass                |
| 12        | Vromance      | The Action             |
| 18        | F.T. Island   | Where's the Truth?     |
| 21        | Fei           | Fantasy                |
| Augusti   |               |                        |
| 1         | Hyuna         | A'wesome               |
| 1         | Oh My Girl    | Listen to My Word      |
| 5         | UP10TION      | Summer Go!             |
| 8         | B.A.P         | Put 'Em Up             |
| 8         | Black Pink    | Square One             |
| 9         | I.O.I         | Whatta Man             |
| 12        | VIXX          | Hades                  |
| 17        | Cosmic Girls  | The Secret             |
| 18        | EXO           | Lotto                  |
| 19        | Nell          | C                      |
| 23        | Laboum        | Love Sign              |
| 23        | Park Ji-min   | 19 to 20               |
| 23        | Two X         | Reboot                 |
| 25        | I.O.I         | Hand in Hand           |
| 29        | Bolbbalgan4   | Red Planet             |
| 29        | NU'EST        | Canvas                 |
| 31        | Sunny Hill    | Way                    |
| September |               |                        |
| 2         | Halo          | Happy Day              |
| 7         | Red Velvet    | Russian Roulette       |
| 8         | Gain          | End Again              |
| 13        | 2PM           | Gentlemen's Game       |
| 13        | DIA           | Spell                  |
| 19        | Infinite      | Infinite Only          |
| 20        | Clazziquai    | Travellers             |
| 20        | Jieun         | Bobby Doll             |
| 20        | UP10TION      | Thank You              |
| 26        | Apink         | Pink Revolution        |
| 26        | Crayon Pop    | Evolution Pop Vol. 1   |
| 26        | Sunwoo Jung-a | 4X4                    |
| 27        | Got7          | Flight Log: Turbulence |
| 29        | Dal Shabet    | FRI. SAT. SUN          |
| 30        | December      | Perhaps Love           |

### Fjärde kvartalet
| Datum    | Artist       | Albumtitel                |
| Oktober  | Oktober      | Oktober                   |
| -------- | ------------ | ------------------------- |
| 4        | Monsta X     | The Clan Pt. 2 Guilty     |
| 5        | Ailee        | A New Empire              |
| 5        | SF9          | Feeling Sensation         |
| 5        | SHINee       | 1 of 1                    |
| 10       | Bangtan Boys | Wings                     |
| 10       | Pentagon     | Pentagon                  |
| 13       | 100%         | Time Leap                 |
| 13       | Davichi      | 50 x Half                 |
| 13       | Ladies' Code | Strang3r                  |
| 17       | I.O.I        | Miss Me?                  |
| 18       | Kim Na-young | From the Heart            |
| 24       | Twice        | Twicecoaster: Lane 1      |
| 28       | NC.A         | Time to Be a Woman        |
| 31       | VIXX         | Kratos                    |
| November |              |                           |
| 1        | Berry Good   | Glory                     |
| 1        | Black Pink   | Square Two                |
| 2        | Jenyer       | Day and Night             |
| 7        | B.A.P        | NOIR                      |
| 7        | BtoB         | New Men                   |
| 7        | Mamamoo      | Memory                    |
| 8        | Hyolyn       | It's Me                   |
| 9        | T-ara        | Remember                  |
| 9        | Victon       | Voice to New World        |
| 10       | Astro        | Autumn Story              |
| 10       | Momoland     | Welcome to Momoland       |
| 11       | Imfact       | Revolt                    |
| 15       | SHINee       | 1 and 1                   |
| 15       | Snuper       | Rain of Mind              |
| 17       | KNK          | Remain                    |
| 19       | SG Wannabe   | Our Days                  |
| 21       | UP10TION     | Burst                     |
| 28       | B1A4         | Good Timing               |
| 29       | Shinhwa      | Unchanging: Part 1 Orange |
| December |              |                           |
| 1        | Sechs Kies   | 2016 Re-ALBUM             |
| 5        | Seventeen    | Going Seventeen           |
| 7        | Pentagon     | Five Senses               |
| 9        | SS501        | Eternal 01                |
| 10       | Jessica      | Wonderland                |
| 12       | Big Bang     | MADE                      |
| 19       | EXO          | For Life                  |
| 29       | DIA          | First Miracle DIAID       |
| 30       | Rania        | Start a Fire              |